# Forza! Nederland
Forza! Nederland (abbreviazione di: Fortuynistische Oproep tot Realistische Zakelijke Aanpak, Forza!) è un partito politico olandese di destra ed estrema destra Fortuynismo e Conservatorismo liberale. Nonostante il nome, il partito non ha alcun legame né fa parte di Forza Italia.
Forza! è attivo in diversi comuni dei Paesi Bassi ed è stato rappresentato negli Stati provinciali dell'Olanda Settentrionale fino al 2015. Forza! è noto per essere uno dei successori dell'ex Lista Pim Fortuyn ed è molto schietto contro l'Islam, i rifugiati e a favore dei referendum e può essere considerato una controparte locale o un'alternativa al Partito per la Libertà e JA21.

## Storia
La storia del partito è iniziata nel 2003, quando Paul Meijer e Fleur Agema furono radiati dall'elenco degli stati provinciali Lista Pim Fortuyn. Meijer e Agema fondarono il partito per partecipare alle elezioni del 2006, ma non riuscirono a raccogliere i soldi necessari per partecipare. Nel 2006 Agema lasciò il partito e si unì al Partito per la Libertà di Geert Wilders. Forza! ha partecipato alle elezioni municipali olandesi del 2006 ad Haarlem e Haarlemmermeer ma non ha vinto seggi in nessun comune.
Nelle elezioni municipali olandesi del 2010, Forza! partecipò nuovamente ad Haarlemmermeer e ad Haarlem. Ad Haarlem il partito non ha ottenuto seggi. Ad Haarlemmermeer il partito ha vinto 3 seggi nel consiglio comunale. Forza! il presidente Meijer è diventato il leader della casa. Negli anni successivi il partito fu rappresentato anche nei comuni di Castricum, Nissewaard, Velsen, De Bilt, Enschede e Maassluis.
Alla fine del 2012, Forza! I Paesi Bassi ottennero anche un seggio negli Stati provinciali dell'Olanda Settentrionale. Monica Nunes è passata dal Partito per la Libertà a Forza! e rappresentava l'organizzazione politica. Nel 2015 è stata radiata dall'albo dopo non essersi presentata allo stato-provinciale per quasi un anno. Forza! non è tornato negli Stati Provinciali per dare al PVV la possibilità di crescere. Successivamente il partito dichiarò ufficialmente di essere contrario alla forma degli Stati provinciali e di volerla abolire. I tentativi di ottenere un seggio nazionale nella Camera di rappresentanza dei Paesi Bassi finora non hanno avuto successo.
Il fondatore Paul Meijer è stato espulso dal partito nel gennaio 2021 da Jordy Schaap, allora capogruppo ad Haarlemmermeer, dopo che Meijer è stato accusato di aver rubato soldi dalle casse del partito. Anche il mandato legale di Meijer come presidente è scaduto nel novembre 2020. Meijer è stato condannato per frode nel 2022. 

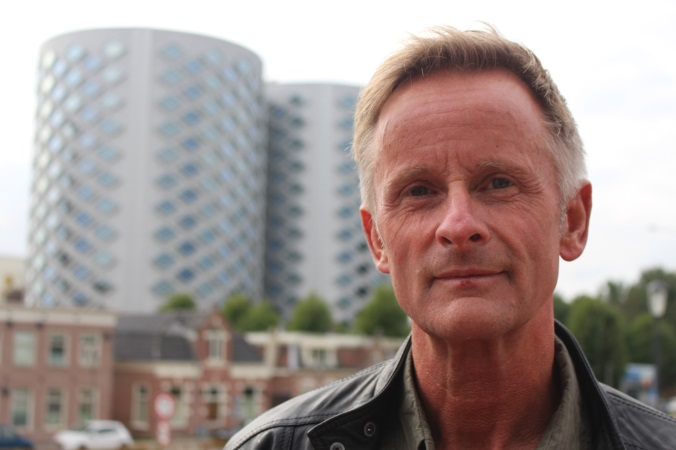
Erik Vermeulen, Party Leader (2020-2022)

Dopo la scadenza del mandato di Meijer, nel consiglio è rimasto solo Erik Vermeulen, consigliere comunale e tesoriere di Haarlemmermeer. È stato Vermeulen a scoprire la frode e a denunciarla. Dopo la partenza di Meijer, Vermeulen ha ampliato la governance e la democrazia del partito. Nuovi membri sono stati ammessi per la prima volta dal 2014. Ralph Castricum, leader locale di Forza! nel comune di Castricum è stato nominato nuovo leader del partito nel 2022.

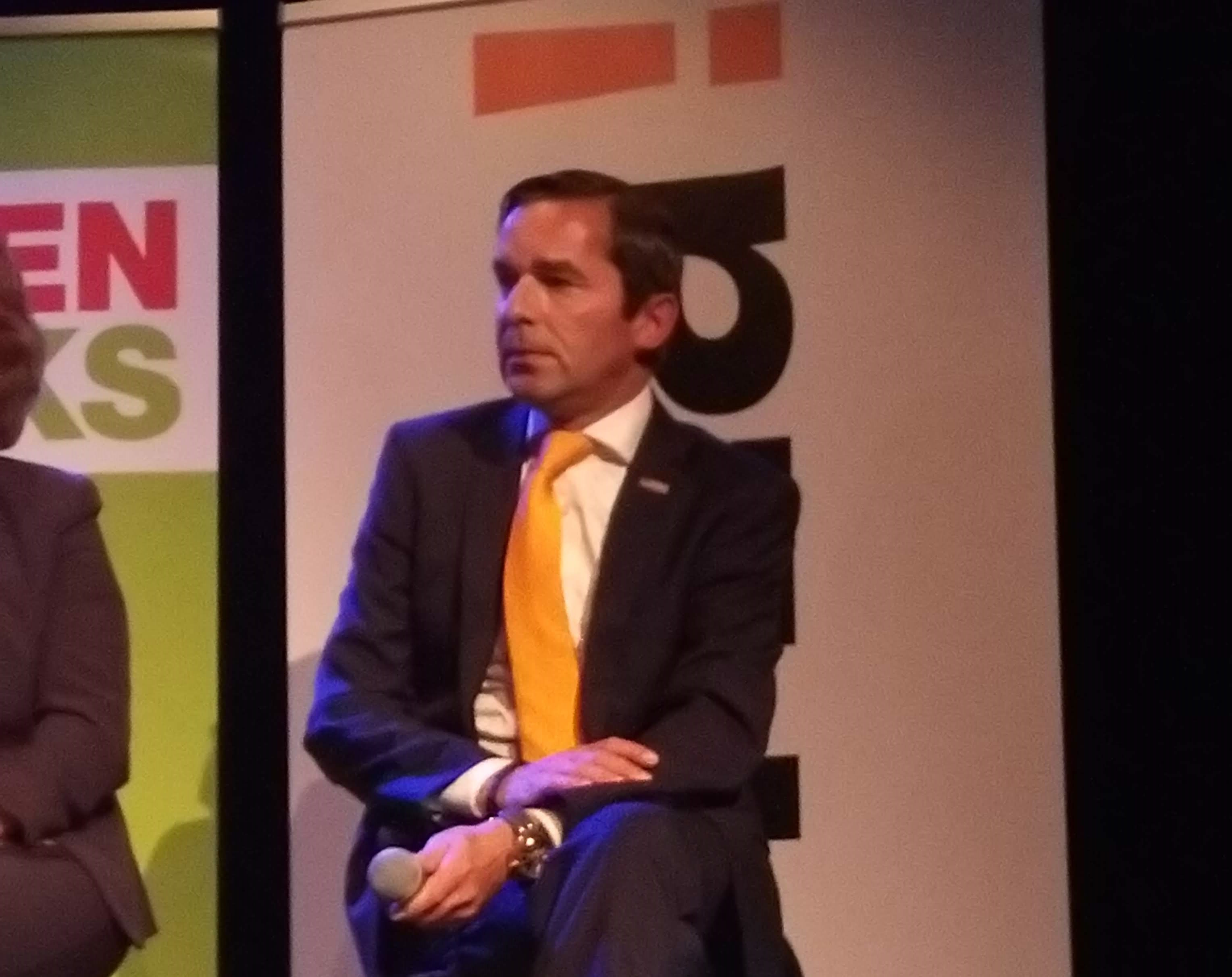
Paul Meijer